# Marcos Ramírez ERRE
Marcos Ramírez ERRE (Tijuana, 1961) es un artista visual mexicano, avecindado en los Estados Unidos. En su trabajo explora la dinámica migratoria entre México y Estados Unidos, así como los conceptos de raza e identidad entre ambas naciones.

## Biografía
Es abogado por la Universidad Autónoma de Baja California, de donde se graduó en 1982. En 1983 emigró a Estados Unidos, donde trabajó en la industria de la construcción por 17 años. Desde 1989 inició actividad artística, participando en exhibiciones individuales y colectivas en México, Canadá, Estados Unidos, Alemania, Suecia, Polonia, Portugal, Francia, España, Rusia, China, Cuba, Colombia, Puerto Rico, Chile, Brasil y Argentina.
Fue en 1994 cuando Ramírez creó Century 21, una instalación en la explanada principal del Centro Cultural Tijuana, hecha a réplica de las casas que se instalaban en asentamientos irregulares en la periferia de dicha ciudad fronteriza, con palés y en condiciones precarias. La instalación contrapuso la monumentalidad del centro cultural con la precariedad de la casa, además de que robaba la energía eléctrica del mismo, convirtiéndola en un parásito del recinto oficial. El artista recibía visitas e incluso pernoctó una noche dentro de la obra.
Su obra más reseñada es Toy-n-horse, de 1997, un caballo de Troya, de 8 por 9 metros de altura, instalado en Tijuana a pocos metros de la garita fronteriza, como parte de la muestra inSITE97. El caballo posee dos cabezas, una mirando al norte y otra al sur. El artefacto fue llamado por Néstor García Canclini, un "antimonumento".
En 2003 fundó el espacio de arte alternativo Estación Tijuana y lo dirigió hasta 2010. En 2011 el Museo de Arte Carrillo Gil presentó una retrospectiva suya de 20 años de trabajo artístico llamada La Reconstrucción de los Hechos, curada por Kevin Power y César García.